# Octroi

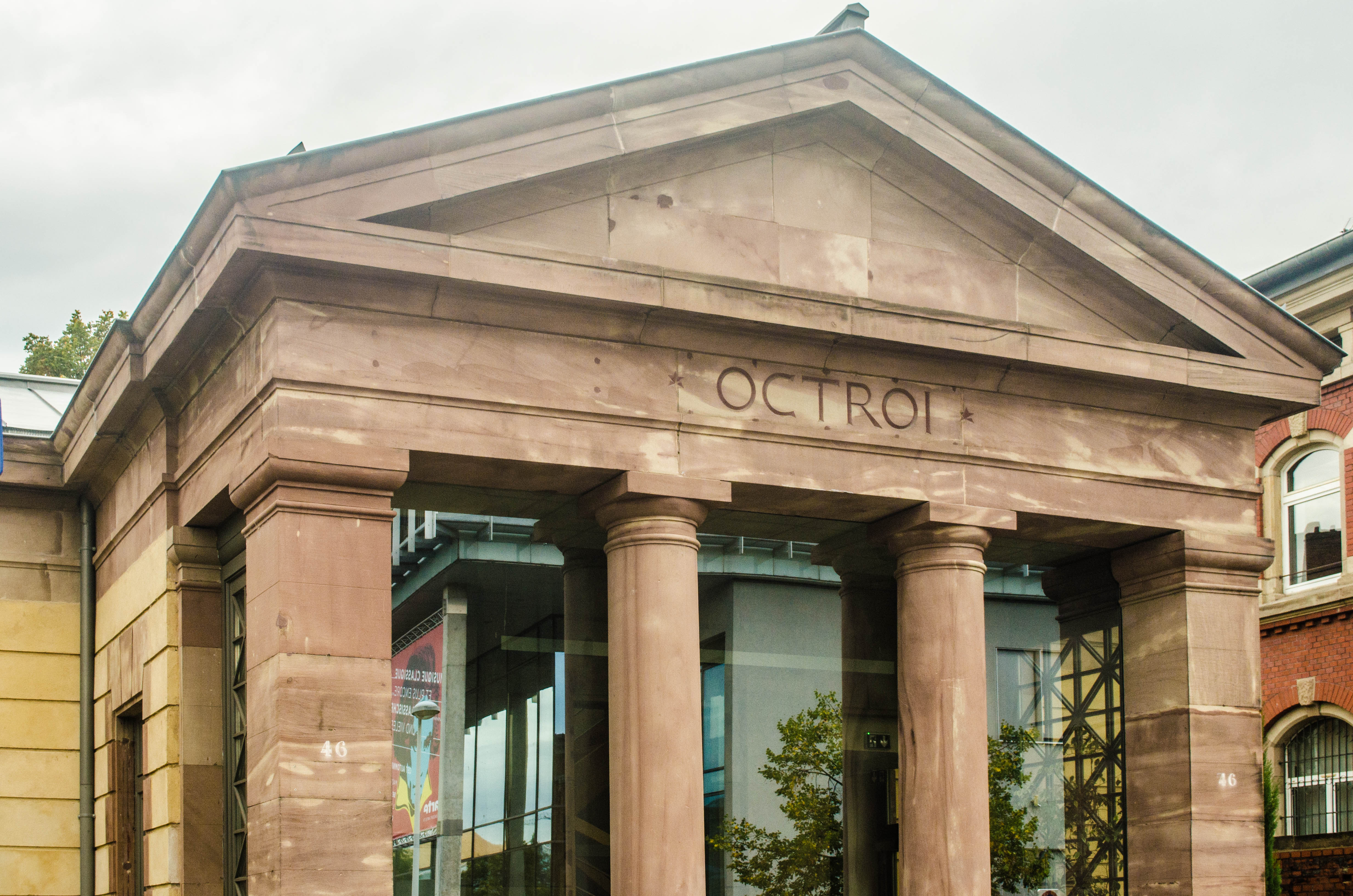
Bureau d'octroi à Strasbourg.

L'octroi est une contribution indirecte perçue par les municipalités à l'importation de marchandises sur leur territoire dont l'origine remonte au Moyen Âge. 
En France métropolitaine, en étaient exclus les produits de première nécessité, dits « produits francs de droit », comme les blés et les farines conformément à l'ordonnance du 9 décembre 1814, qui énumère les marchandises taxables : boissons et marchandises liquides, comestibles, combustibles, fourrages et matériaux.
Alors que l'octroi est un prélèvement sur la valeur des marchandises, le péage est un droit perçu sur le passage des véhicules, voire des personnes. L'octroi eut longtemps une double finalité ; il permettait d'une part le contrôle de l'import/export ou du simple transit des marchandises et contribuait à limiter la contrebande.
Ce terme désigne également l'administration chargée de prélever cette taxation.

## Histoire

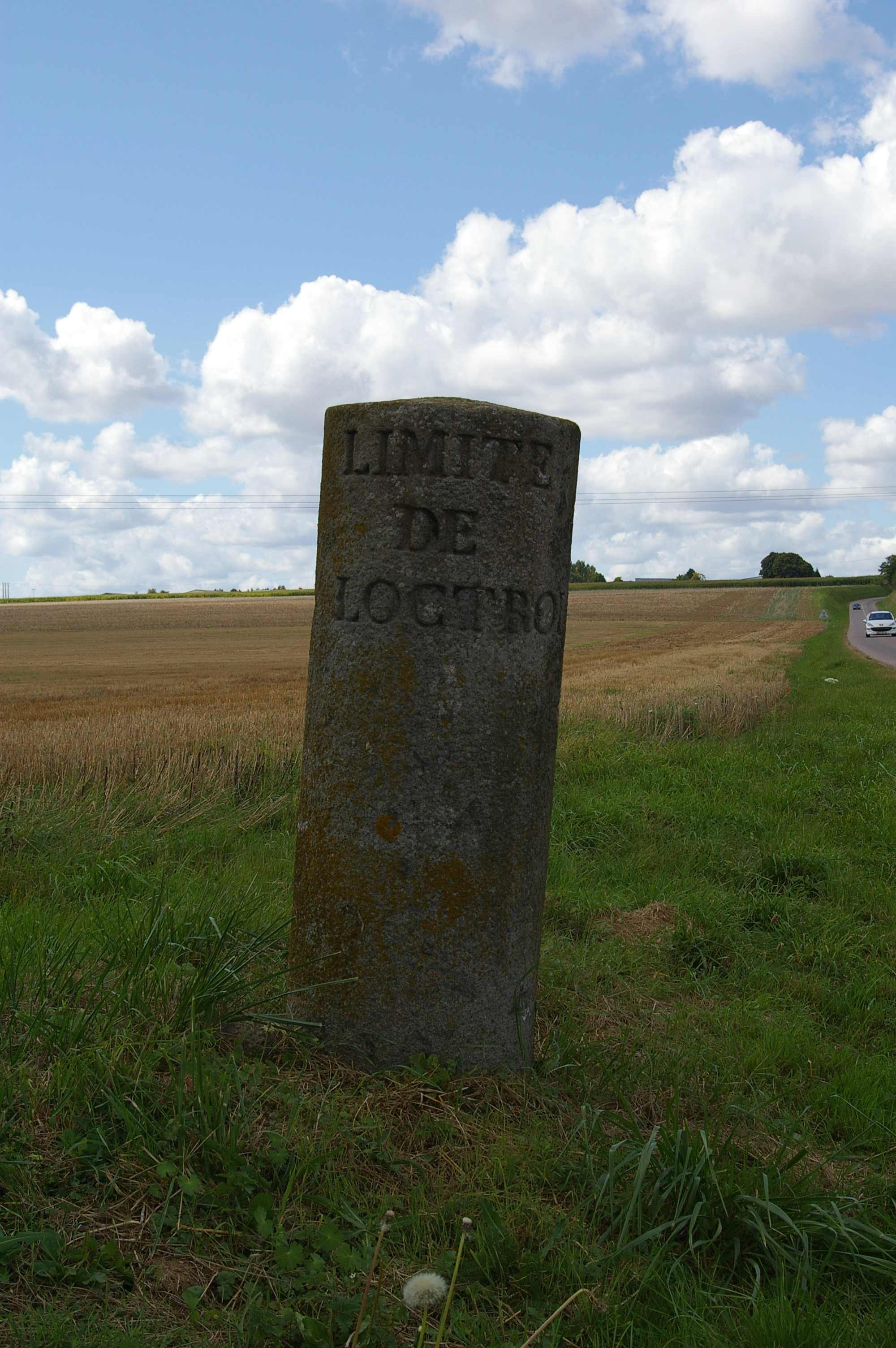
Borne de limite de l'octroi dans les environs de Falaise (France).

D'après le magistrat E. de Vacquié, l'octroi est une « concession du prince ». Il remplace le vectigalia et le portorium du temps de l'Empire romain. Le mot « octroi » provient des expressions « avons octroyé et octroyons », utilisées dans les lettres patentes par lesquelles les communes percevaient l'impôt pour leur propre compte. Ce mot est utilisé dans la langue anglaise et possède la même signification (cf. aussi Excise Tax). Dans les pays germaniques, die Akzise renvoyait aux mêmes procédés.
Le plus ancien octroi connu est évoqué dès le XIIe siècle à Paris et servait à financer l'entretien des fortifications et les travaux d'utilité publique.
Au XIXe siècle, les octrois sont devenus la cible de la critique car perçus comme une douane intérieure qui entravait la libre circulation des marchandises. C'est pourquoi l'octroi tend à disparaître notamment du fait du développement des unions douanières - à quelques exceptions coutumières près, comme l'octroi de mer toujours en vigueur dans plusieurs régions d'outre-mer françaises.

## Barrières
Constituées généralement de hautes grilles métalliques souvent disposées entre des pavillons symétriques, les barrières de l'octroi fermaient les principales voies d'accès aux agglomérations. Les municipalités y  percevaient les taxes sur certaines catégories de marchandises (produits de consommation, vins et alcools, fourrage, bois de construction et de chauffage,...) ainsi que sur le bétail.
Les pavillons contenaient les bureaux du service et le logement des préposés.

## Octroi en France

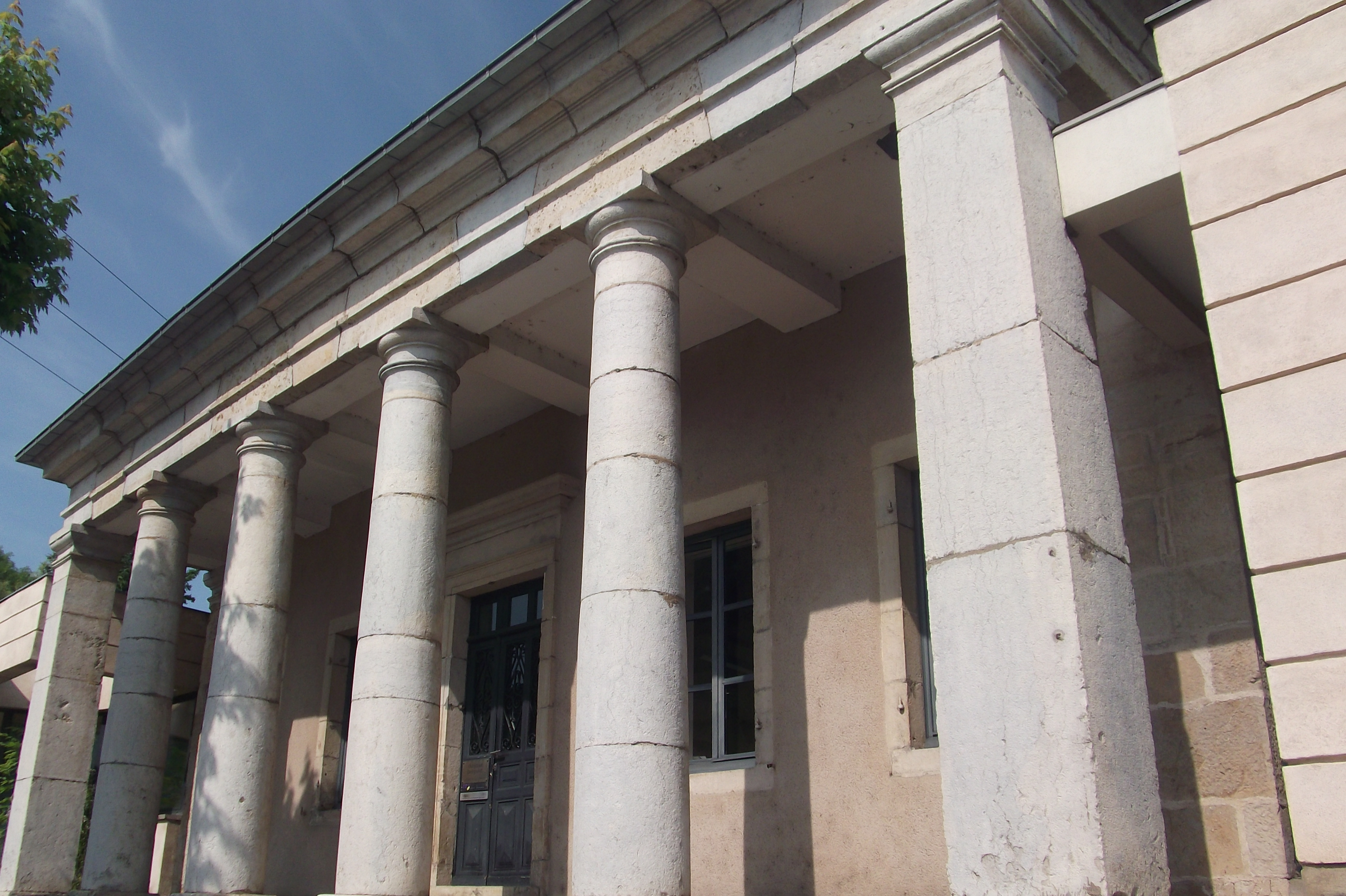
Bureau d'octroi à Vesoul (Haute-Saône).

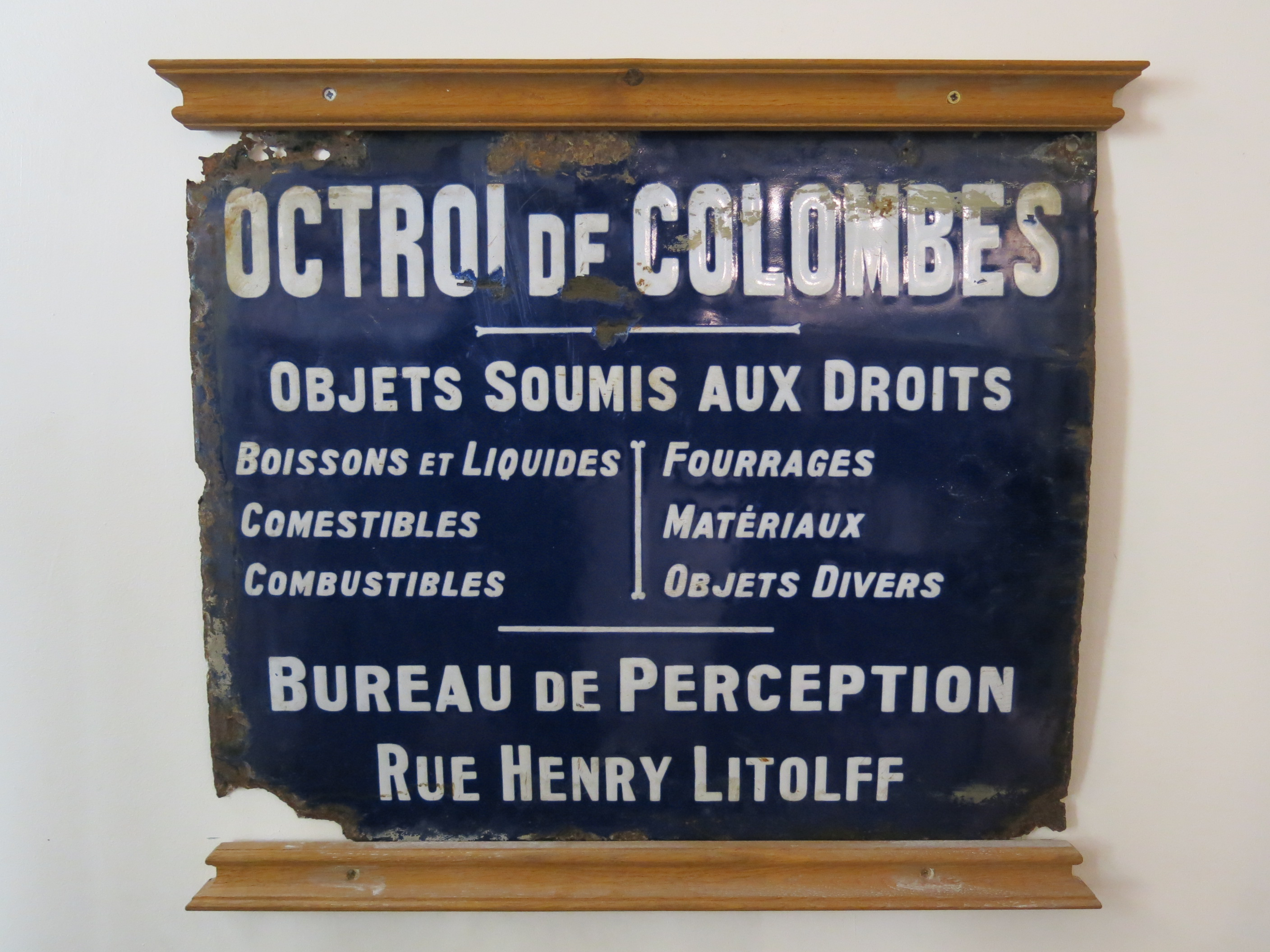
Panneau de l'octroi de Colombes montrant les marchandises taxées, rue Henry-Litolff.

Sous l'Ancien Régime, il formait l'une des Cinq Grosses Fermes.
L'ordonnance de 1681 donne à l'octroi un caractère régulier et uniforme dans le royaume.
En 1789, la sévérité accrue de cet octroi sera l'une des causes de la Révolution ; quelques jours avant la prise de la Bastille les insurgés ont mis le feu aux barrières de l'octroi, à Lyon, des émeutes les détruisent et tuent plusieurs soldats. L'Assemblée constituante supprime l'octroi le 20 janvier 1791, considéré comme « arbitraire qui favorise les nobles, les bourgeois et les riches ».
La loi du 27 novembre 1796 établit un bureau de bienfaisance dans chaque commune ; il devait être financé par une taxe sur les théâtres, la charité privée et un octroi. Le Directoire les rétablit le 18 octobre 1798, le Consulat prélève, en 1802, 5 % de ces taxes pour l'approvisionnement en pain de l'armée, pourcentage porté à 10 % sous l'Empire.
La suppression des barrières de l'octroi a été promise à plusieurs reprises en 1815, 1847 et 1869. L'économiste Horace Émile Say (de l'école libérale) développa son plaidoyer pour la suppression de l'octroi de Paris en 1847. La gauche n'est pas en reste, opposée à un impôt qui augmente le coût de la vie,.
En 1897, une loi votée par les députés permet aux maires de supprimer l'octroi, mais sans compensation pour les municipalités qui ne renoncèrent pas à cette taxe.
Durant la Seconde Guerre mondiale, l'octroi accroissait encore plus les difficultés d'approvisionnement des denrées comestibles. Il fut supprimé définitivement en 1943 par le gouvernement Pierre Laval et officiellement en 1948,,.
Cet impôt a toutefois survécu dans les départements d'outre-mer, où il est connu sous le nom d'octroi de mer.

### À Bordeaux
L'octroi de Bordeaux est attesté depuis le Moyen Âge : impôt sur les vins attesté en 1297, sur la résine et le bétail en 1646 et 1674...
Malgré sa suppression par l'Assemblée constituante de 1789, La ville de Bordeaux, endettée, obtient le 12 mai 1799 le rétablissement d'un octroi municipal et de bienfaisance.
Les bureaux d'octroi sont principalement situés sur les boulevards de Bordeaux à des « barrières ».
L'octroi à Bordeaux fut supprimé le 1er janvier 1928.

### À Toulouse

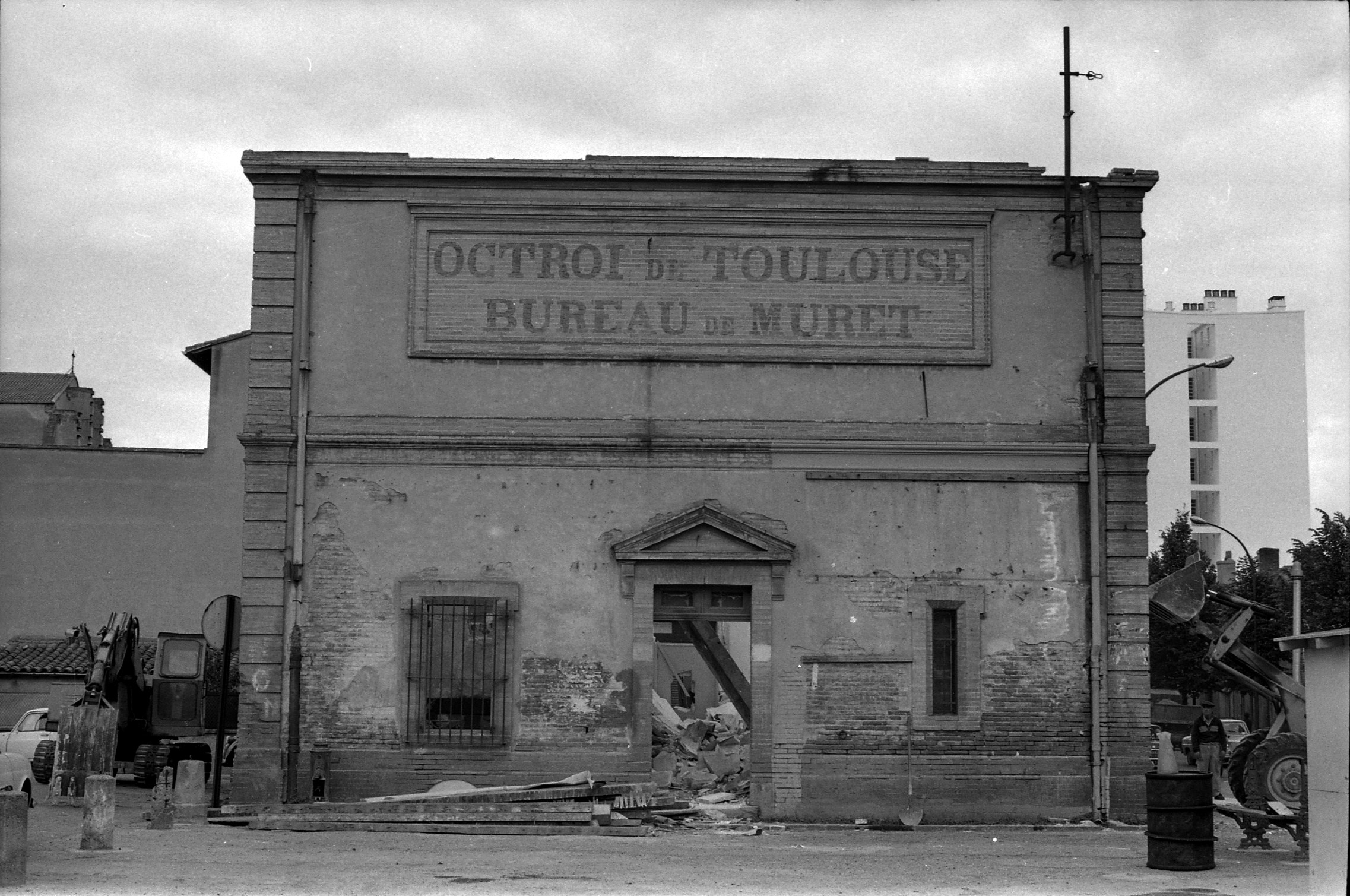
Destruction du bureau d'octroi à Toulouse en 1967.

À Toulouse, en 1757, fut imprimé un tarif général des droits d'octroi et revenus patrimoniaux de la ville, accompagné des délibérations, ordonnances et règlements qui y sont relatifs; ces droits étaient en grand nombre; droit d'entrée, de sortie, d'écu, d'équivalent, de commutation, de subvention, de réserve, de farine, de quart et autres encore .
Le droit de sortie concernait les oranges et les raisins secs ; le safran était lui sujet à un droit d'entrée et à un droit de transit.
Pour l'octroi était indiquée la provenance des biens (Valentine, Saint-Pons, etc.).
Le vin était différencié entre le vin bourgeois et le vin étranger. D'après une charte de 1141 le vin bourgeois n'était pas taxable, mais dans les faits il était soumis à un droit de commutation et était réservé à ceux qui payaient la taxe d'habitanage. Le vin étranger était soumis à un droit de subvention. L'octroi était aussi applicable à la farine, ce qui favorisait les moulins de la ville et du gardiage par rapport aux moulins étrangers.
Enfin, l'octroi a été rétabli en l'an VIII et fonctionnait de manière similaire aux contributions indirectes, bien que les procédures aient quelques petites différences.
Certains notables comme les religieux et le président du parlement bénéficiaient d'un remboursement. En ce qui concerne l'hôpital Saint-Gilles, l'exonération fut accordée par le comte Raymond de Toulouse et date de 1222. Ceci fut donné à l'Hôtel-Dieu Saint-Jacques de Toulouse en 1749, qui reçut les mêmes privilèges qu'avaient déjà les autres hôtels-Dieu (Paris, Lyon et autres villes du Royaume) et que les autres établissements de charité de Toulouse.
L'adjudication de l'octroi passe de 318 000 livres en 1757 à 392 100 en 1782.
On trouve dans les noms de lieux dit l'existence d'anciennes barrières (barrière saint Agne, barrière de Paris, barrière de Croix Daurade, barrière de Lombez, barrière de Bayonne, barrière de Muret...)

### À Paris
Le roi Louis XVI fait ériger 57 barrières d'octroi autour de Paris (1785).
L'architecte néoclassique Claude Nicolas Ledoux est l'auteur de nombreux pavillons d'octroi le long du mur des Fermiers généraux à Paris (1785). Certains sont encore visibles :
- la barrière du Trône à la porte de Vincennes. Elle devient la barrière du Trône renversé à la Révolution ;
- la barrière de la Villette ;
- la barrière de Chartres (parc Monceau)
- la barrière d'Enfer (Denfert Rochereau)

Ledoux réussit si bien à clore la capitale que Beaumarchais lui dédia un petit alexandrin :

« Le mur murant Paris rend Paris murmurant. »

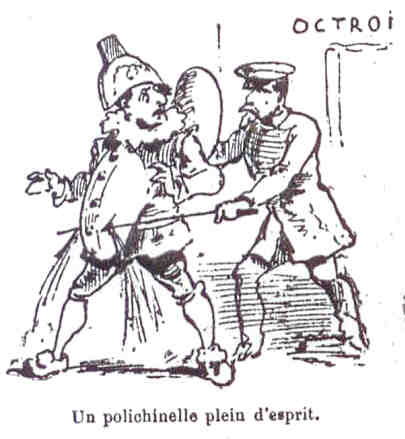
Un fraudeur déguisé en Polichinelle…

Aux barrières, se fixaient nombre de petits trafics : contrebande (via les bois de Boulogne et de Vincennes), vente de vin à emporter mais surtout à consommer dans des guinguettes ou des cabanons, prostitution, armes, etc.. Ils attiraient toute une foule : clients, simples badauds, cabaretiers, voyous (devenus plus tard les Apaches), agents de surveillance, etc.. Par ailleurs, de nombreux relégués qui n'avaient plus le droit d'entrer dans Paris et ne pouvaient donc pas franchir les barrières de l'octroi, y avaient quasiment élu domicile (voir à ce sujet le film Casque d'Or).
Pour contrer tout contournement par les carrières souterraines de Paris, furent érigées des « murs de fraude », notamment sous la rue du Faubourg-Saint-Jacques. Si les ouvriers qui cédèrent à la contrebande furent congédiés, il n'en demeure pas moins que ces transits de marchandises entre les galeries intra-muros et celles en périphéries continuèrent avec le creusement de galeries « sauvages ». Ces boyaux précaires furent pour certains découverts des décennies plus tard, lors de travaux de consolidation du sous-sol de la capitale.
Les guinguettes hors des limites de l'octroi de Paris ne payent pas de droits et prospèrent durant la première moitié du XIXe siècle.
En 1860, l'annexion des communes suburbaines fait que la limite de l'octroi de Paris est repoussée aux limites des fortifications. De nouveaux bâtiments d'octroi sont alors construits. Il en subsiste un construit en 1906 au carrefour Bineau (octroi de Neuilly et Levallois) et un rue Baudin à Levallois-Perret.

Bureau central de vérification de l'octroi de Paris
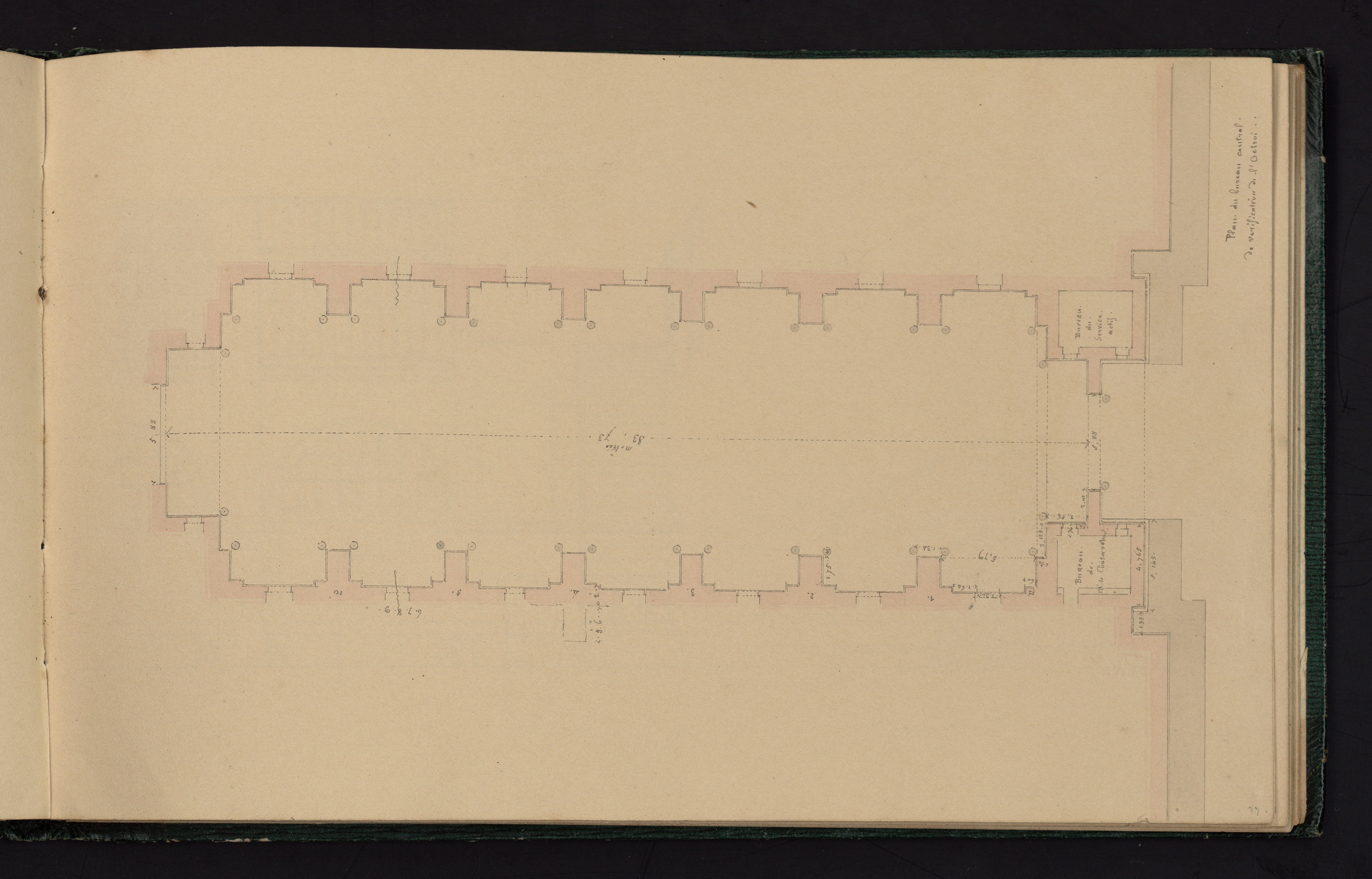
Plan par Prosper Morey.
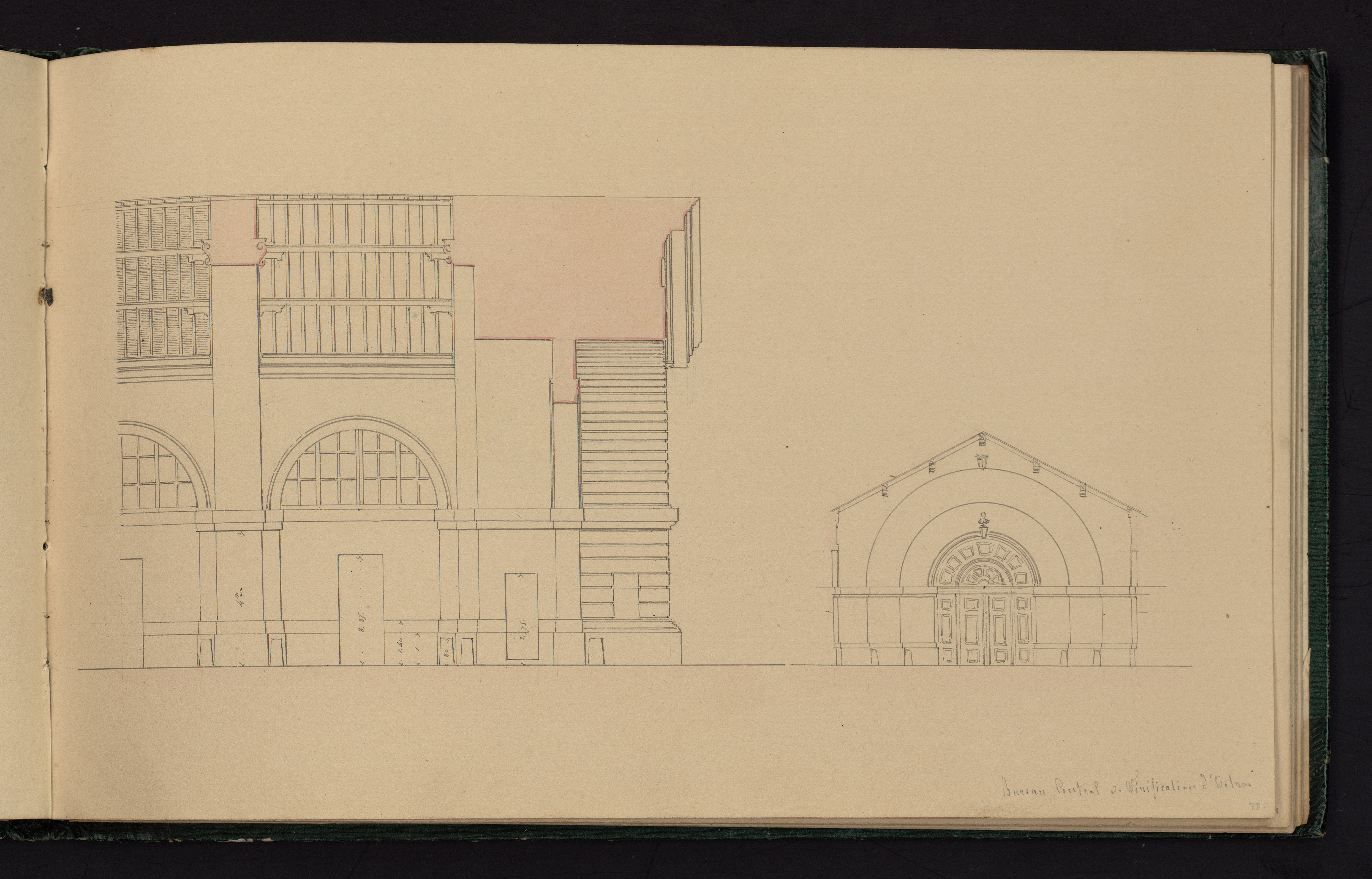
Dessin par Prosper Morey.
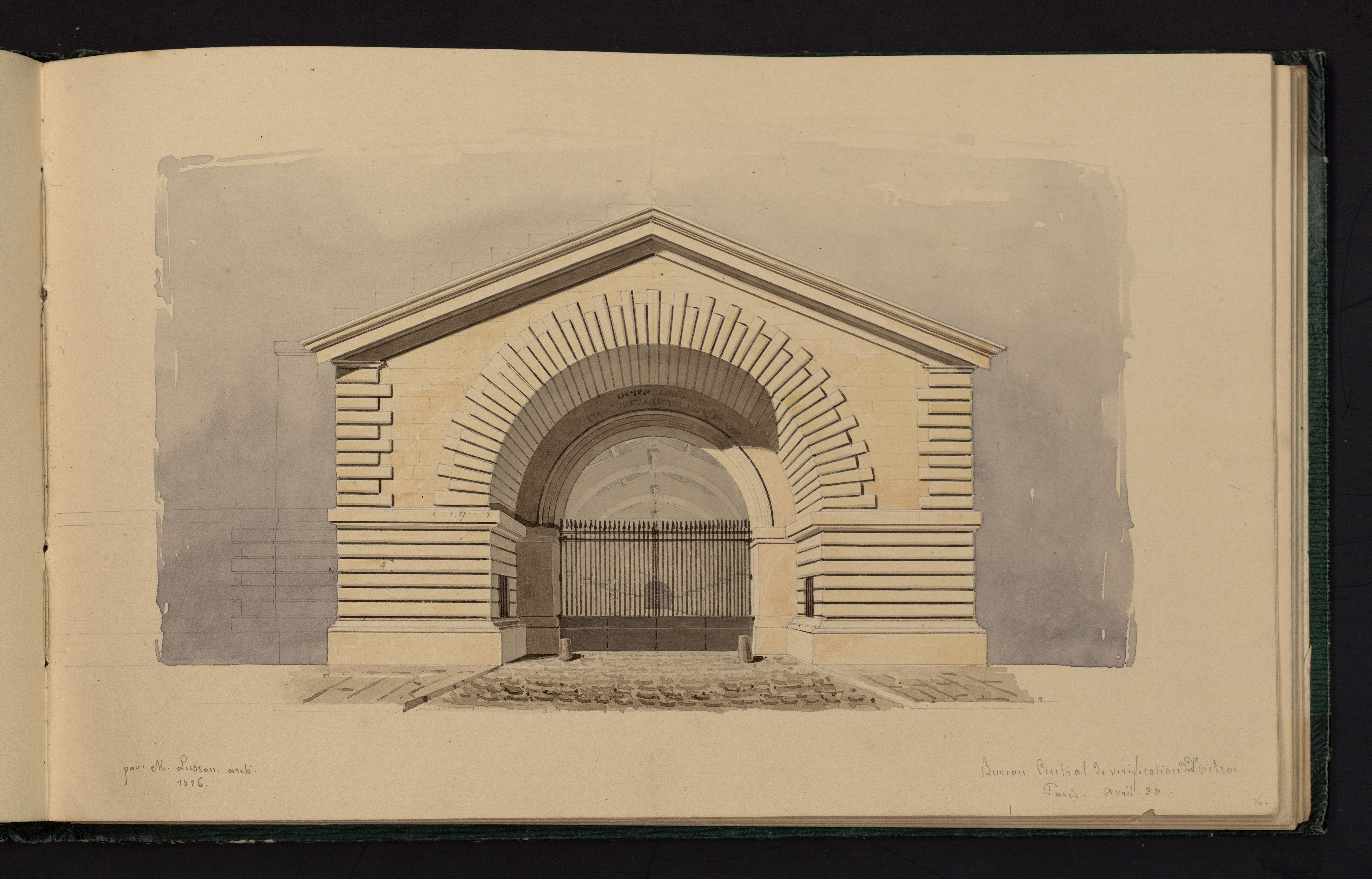
Aquarelle par Prosper Morey, avril 1830. En bas à gauche, « par M. Lusson archi 1826 ».

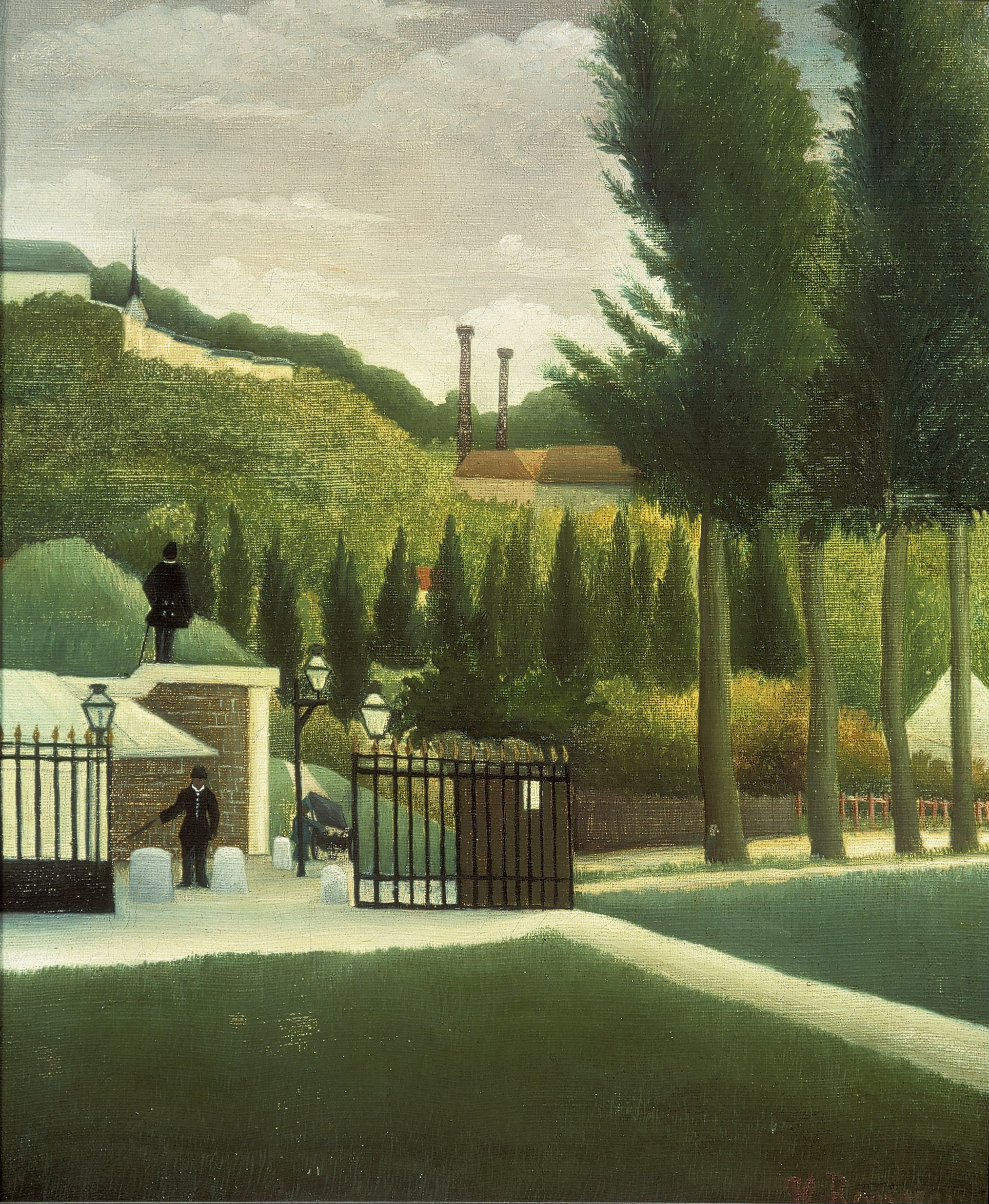
L'Octroi, par Henri Rousseau, vers 1890.

#### Un employé célèbre de l'octroi
Il y eut de nombreux employés à l'octroi de Paris. Le plus célèbre fut le Mayennais Henri Rousseau, qui fut commis de deuxième classe de l'octroi, et fut surnommé par dérision le « Douanier Rousseau ». En 1890, il peint L'Octroi  représentant l'octroi de la porte de Vanves.

### Référence littéraire
Au chapitre XLIV du manuel de lecture Le Tour de la France par deux enfants (1877), G. Bruno décrit et justifie les octrois.

## Octroi en Belgique

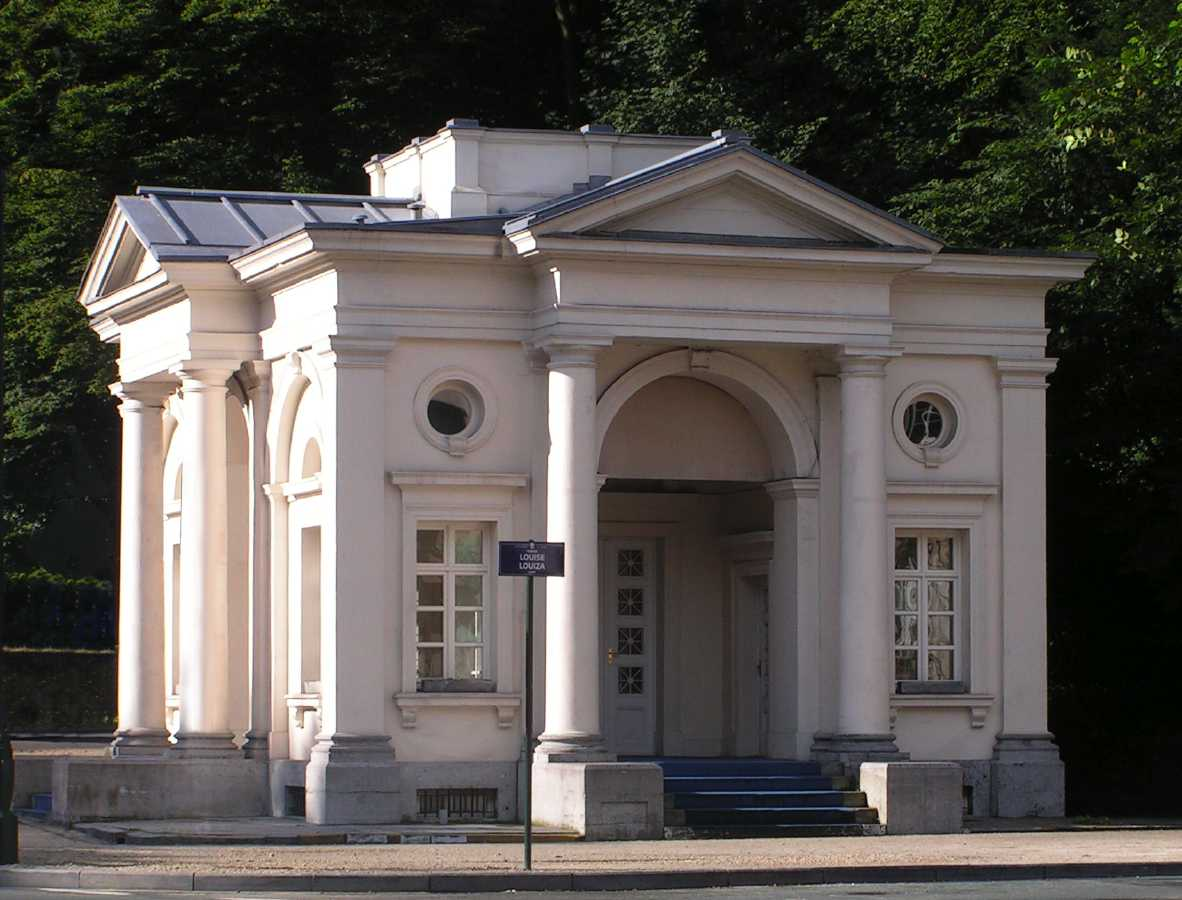
Pavillon d'octroi à l'entrée du bois de la Cambre à Bruxelles.

Le Recueil des lois et arrêtés royaux de la Belgique, publié annuellement, fournissait jadis des informations officielles sur l'emplacement des barrières dans les provinces sur les routes de première et deuxième classe et provinciales ainsi que les limites spatiales dans lesquelles la perception pouvait s'exercer.
L'octroi fut supprimé en Belgique en 1860.
Il est probable qu'il ait été introduit à Bruxelles dès le XIIIe siècle. Rétabli, après une courte éclipse, en 1798, sous prétexte de fournir un soutien financier aux hospices et aux indigents, l'octroi donnait aux communes les moyens de faire face aux dépenses que le pouvoir central ne cessait de mettre à leur charge. 
D'abord étroitement réglementés et limités à quelques produits – les boissons et liquides, comestibles, combustibles, fourrages et matériaux – les tarifs d'octroi vont se multiplier et augmenter au point de devenir la principale ressource financière des communes. Au moment de l'abolition, 78 villes belges disposent d'un tarif qui peut porter sur 136 produits différents rapportant chaque année quelque 11 millions de francs (1858).
D'un poids de plus en plus insupportable aux classes laborieuses dans la mesure où il touchait des produits de première nécessité comme l'alimentation et les combustibles, l'octroi réduisait les échanges au préjudice des campagnes, incitait à la fraude et poussait même une partie de la population active et des industries à l'exode des centres-villes. Celles-ci partaient s'installer aux abords des portes et des voies de communication où les terrains étaient moins chers, l'espace disponible et les impôts inférieurs. L'absence de taxe sur les marchandises permettait en outre d'acquérir les matières premières à meilleur marché et de vendre certains produits avec une marge bénéficiaire plus confortable.
Plusieurs tentatives avaient déjà été faites pour réviser ou abolir la taxe sans qu'aucune solution de rechange satisfaisante n'ait pu être trouvée. Un consensus finit par se dégager pour la suppression pure et simple des octrois (1860), seule manière de mettre un terme à ce qui était unanimement considéré comme une plaie sociale et une entrave pénalisante à la circulation des marchandises. Ils sont remplacés par un fonds des communes, alimenté par un pourcentage du produit des droits d'accises – revus à la hausse pour certains – sur la bière, le genièvre, les vins et liqueurs étrangers et le sucre, du droit d'entrée dans les cafés et du revenu brut du service des postes.  Le fonds est ensuite redistribué entre toutes les communes du royaume, y compris celles qui ne percevaient pas d'octroi – la majorité d'entre elles – en fonction d'une clé de répartition tenant compte de leur importance respective, calculée au prorata de la contribution foncière sur propriétés bâties, de la contribution personnelle et des patentes.
De nombreux toponymes, quinze dans la partie francophone du pays, font référence à la perception de l'octroi :
- Barrière de Saint-Gilles à Bruxelles
- Barrière Busch (Florenville)
- Barrière d'Ecaussinnes
- Barrière de Fer (Dottignies)
- Barrière de Han (Tintigny)
- Barrière de Melles, (Rumillies)
- Barrière Marcel (Fourbechies)
- Barrière de Champlon à proximité de Saint-Hubert (Luxembourg)
- Barrière de Transinne sur la commune actuelle de Libin
- Barrière Hinck à Herbaimont : à l'origine on parlait de la barrière d'Herbemont tandis qu'il était précisé que la limite de la perception se faisait jusqu'à 500 mètres de la maison Hinque ; ce nom d'établissement seul a été mémorisé et parfois mal orthographié[18].

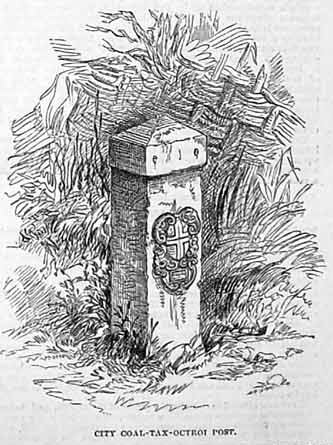
City Coal Tax Octroi Post (1853), The Illustrated London News.

- Barrière Julien à Binche.
- Octroi de Bray à Binche-(Bray).

## Octroi à Londres
Entre 1851 et 1861, furent érigées autour de Londres, d'abord à 20 puis à 12 miles de distance, 280 bornes d'octroi indiquant les points de taxation sur le charbon, appelés Coal-tax posts. Cette taxe était destinée à la corporation de la cité de Londres. Cette pratique disparut en 1890.